# Генерал-прокурор
Генерал-прокурор — одна з вищих державних посад в Російській імперії 1722—1917, глава Правлячого сенату, який спостерігав за законністю діяльності урядових установ.

## Історія
Посада генерал-прокурора заснована Петром I 12 січня 1722 року. Її попередником, але з меншими повноваженнями, була посада генерал-ревізора, що існувала в 1715—1718 роках. Першим генерал-прокурором був призначений П. І. Ягужинський.
Генерал-прокурор спочатку був главою сенатської канцелярії і завідував сенатським діловодством; одночасно керував прокуратурою, яка складалася з триступеневої системи контролю над Сенатом і всіма адміністративними і судовими установами, — як центральними, так і місцевими. Помічником генерал-прокурора в Сенаті був обер-прокурор. Контроль за діяльністю органів влади здійснювався через підлеглих — прокурорів і фіскалів.